# چاکرا (موتور جاوااسکریپت)
چاکرا (به انگلیسی: Chakra) یک موتور جاوااسکریپت آزاد و متن‌باز است که توسط مایکروسافت برای مرورگر وب مایکروسافت اج توسعه یافته‌است. این موتور یک انشعاب از موتور جی‌اسکریپت به همین نام است که در اینترنت اکسپلورر استفاده می‌شد. مانند موتور مرورگر EdgeHTML، هدف اعلام شده از ایجاد این موتور این بود که «وب زنده» را منعکس کند. اجزای اصلی چاکرا متن‌باز با نام «ChakraCore» می‌باشند.

## پشتیبانی از استانداردها
چاکرا از اکما اسکریپت ۵٫۱ با پشتیبانی جزئی از اکمااسکریپت ۲۰۱۵ پشتیبانی می‌کند.

## متن‌باز بودن
پس از معرفی اولیه در ۵ دسامبر ۲۰۱۵،   مایکروسافت موتور چاکرا را به نام «ChakraCore» به صورت متن‌باز، شامل تمام اجزای کلیدی موتور جاوا اسکریپت که مایکروسافت اج را در صفحه گیت‌هاب خود تحت پروانه ام‌آی‌تی در ۱۳ ژانویه ۲۰۱۶ تامین می‌کند، ارائه کرد. «ChakraCore» اساساً همان موتور چاکرا است که به مرورگر مایکروسافت اج قدرت می‌دهد؛ اما با اتصالات پلتفرم-آگنوستیک، یعنی بدون رابط‌های خاص مورد استفاده در پلتفرم Universal App Windows.
مایکروسافت همچنین پروژه‌ای در گیت‌هاب خود ایجاد کرده است که به نود جی‌اس اجازه می‌دهد از «ChakraCore» به عنوان موتور جاوا اسکریپت خود به جای وی‌۸ استفاده کند.